# Irrfahrt der Atlantic
Irrfahrt der Atlantic (engl. Titel Atlantic Drift) ist ein Dokumentarfilm von Michel Daëron aus dem Jahr 2002. Er dokumentiert mit nachgedrehten Spielszenen die Irrfahrt eines von den Nazis initiierten und genehmigten Fluchtunternehmens von Juden beginnend im Jahr 1940 aus Österreich über die Donau, das Mittelmeer bis zur damals englisch verwalteten Insel Mauritius mit dem Dampfschiff Atlantic. Ursprüngliches Ziel war das Mandatsgebiet Palästina. Der Aufenthalt in Palästina wurde den Fliehenden versagt.

## Inhalt
Die DDSG-Schiffe Helios, Melk, Uranus und Schönbrunn verlassen am oder um den 3. September Wien und Bratislava mit mehr als 4000 Flüchtlingen an Bord. Ziel ist das Schwarze Meer, um dort in die seegängigen Atlantic, Pacific und Milos für die weitere Fahrt in Richtung Palästina umzusteigen. Die Reise sollte zehn Tage dauern. Am 11. September 1940 erreichen sie Tulcea (Rumänien), und 1829 Personen wechseln auf das griechische Frachtschiff Atlantic. Auf der Atlantic dauert die Fahrt drei Monate. Zunächst havarierte die Atlantic in einem Sturm und musste zu Reparaturarbeiten den bulgarischen Hafen Warna anlaufen. Im Hafen Heraklion auf Kreta kam es zu einem weiteren längeren Aufenthalt.
Erst am 23. November konnte das Schiff, mit britischem Militär als Begleitkommando an Bord, aus Zypern abfahren. In der Bucht von Haifa erwartete die Ankommenden die MS Patria, ein ehemaliger französischer Luxusdampfer, den die Briten requiriert hatten. Dorthin waren bereits die Passagiere der beiden Schiffe Milos und Pacific verbracht worden. An Bord der MS Patria kam es zu einem Bombenanschlag, möglicherweise um seine Abfahrt zu verhindern, bei dem und in der folgenden Panik mehrere Hundert Menschen starben. Das Schiff sank. Das britische Colonial Office deportierte schließlich auch die Flüchtlinge der Atlantic, die bei Limassol aufgegriffen worden waren, von der Küste von Palästina aus nach Mauritius und inhaftierte sie dort fünf Jahre in einem ehemals napoleonischen Gefängnis im Beau Bassin wenige Kilometer südlich von Port Louis.
Es gab zur Zeit der Filmproduktion noch über 100 Überlebende dieser Fahrt und der Haftzeit dort, die zum Teil einbezogen wurden. Die Augenzeugen berichten im Film über die Lebensbedingungen, Krankheiten, Hunger und den Tod auf dieser Flucht vor Hitler. Die Rahmenhandlung ist die Reise einer Überlebenden mit ihrem erwachsenen Sohn zum Grab des Vaters auf Mauritius.

## Auszeichnungen
- Der Film wurde zu 23 Festivals eingeladen und in Toronto, Montreal, London, São Paulo, Ft. Lauderdale, auf dem Forum der Berlinale 2002, der FIPA Biarritz und der Diagonale Graz vorgeführt.